# Chiesa del Santissimo Crocifisso (Montorsaio)
La chiesa del Santissimo Crocifisso è situata a Montorsaio, nel comune di Campagnatico.
L'edificio è stato ricostruito dopo i danni della seconda guerra mondiale.
È degna di nota soprattutto per la presenza di un crocifisso in legno intagliato nel 1629 proveniente dal soppresso convento di San Benedetto alla Nave dei frati minori osservanti. Vi è pure conservata una Vergine annunciata, scultura lignea dipinta da un artista senese degli inizi del XV secolo.